# 스펙트럼 애널라이저

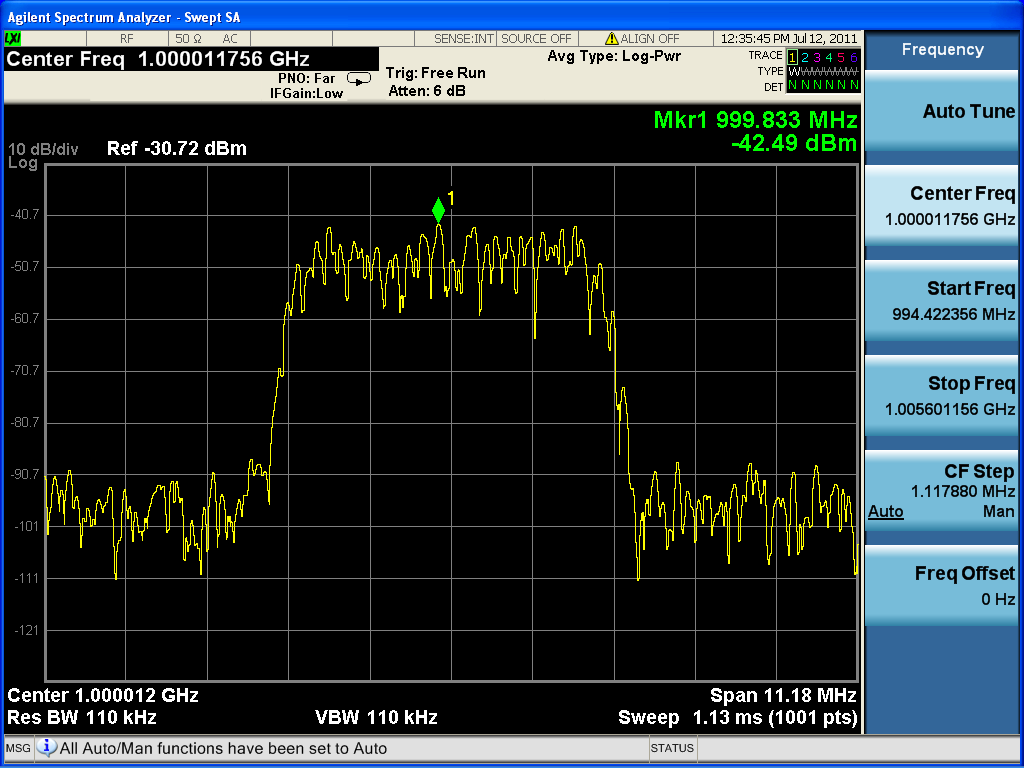
스펙트럼 분석 화면

스펙트럼 아널라이저(Spectrum analyzer or spectral analyzer)는 음향, 전기, 광학 신호의 스펙트럼(주파수)성분을 검사하는데 사용되는 장치이다.
전자공학에서 입력된 전자 신호에 대해 주파수 영역에서 신호의 세기를 측정하는 전자 계측기이다. 알고 있거나 모르는 신호에 대해 주파수 축에서 신호의 주파수 성분인 파워(단위 dBm)를 측정한다.
전자 신호의 주파수 도메인에서의 파워 분석을 통해, 일그러짐(distortion), 하모닉스 (harmonics), 대역폭(bandwidth), 기타 스펙트럼의 요소를 파악한다. 시간축에서의 분석에서 쉽게 알지 못하는 주파수 특성을 측정한다.
스펙트럼 측정값은 무선 전송기 등의 전자장치의 특성을 규정하는 중요한 요소 중 하나이다.

## 같이 보기
- 오실로스코프
- 논리 분석기(로직 아널라이저)